# 布爾季 (卡哈爾雷克區)
49°50′56″N 30°55′25″E / 49.84889°N 30.92361°E
布爾季（烏克蘭語：Бурти）是位於烏克蘭北部的村莊，由基辅州奧布希夫區的卡哈爾利克市鎮負責管轄。該村面積5.43平方公里，海拔高度138米，2001年人口1,344，人口密度每平方公里247.7人。